# Ocna Șugatag
Ocna Șugatag (Hongaars: Aknasugatag) is een Roemeense gemeente in het district Maramureș.
Ocna Șugatag telt 4185 inwoners. De plaats is de enige Hongaarse enclave in de vallei van de rivier de Iza. Tot 1950 vond in Ocna Șugatag mijnbouw plaats. Na sluiting van de mijn is de betekenis van de plaats afgenomen.

## Historische bevolkingsopbouw
Onderstaande tabel toont de bevolkingssamenstelling van de hoofdkern.

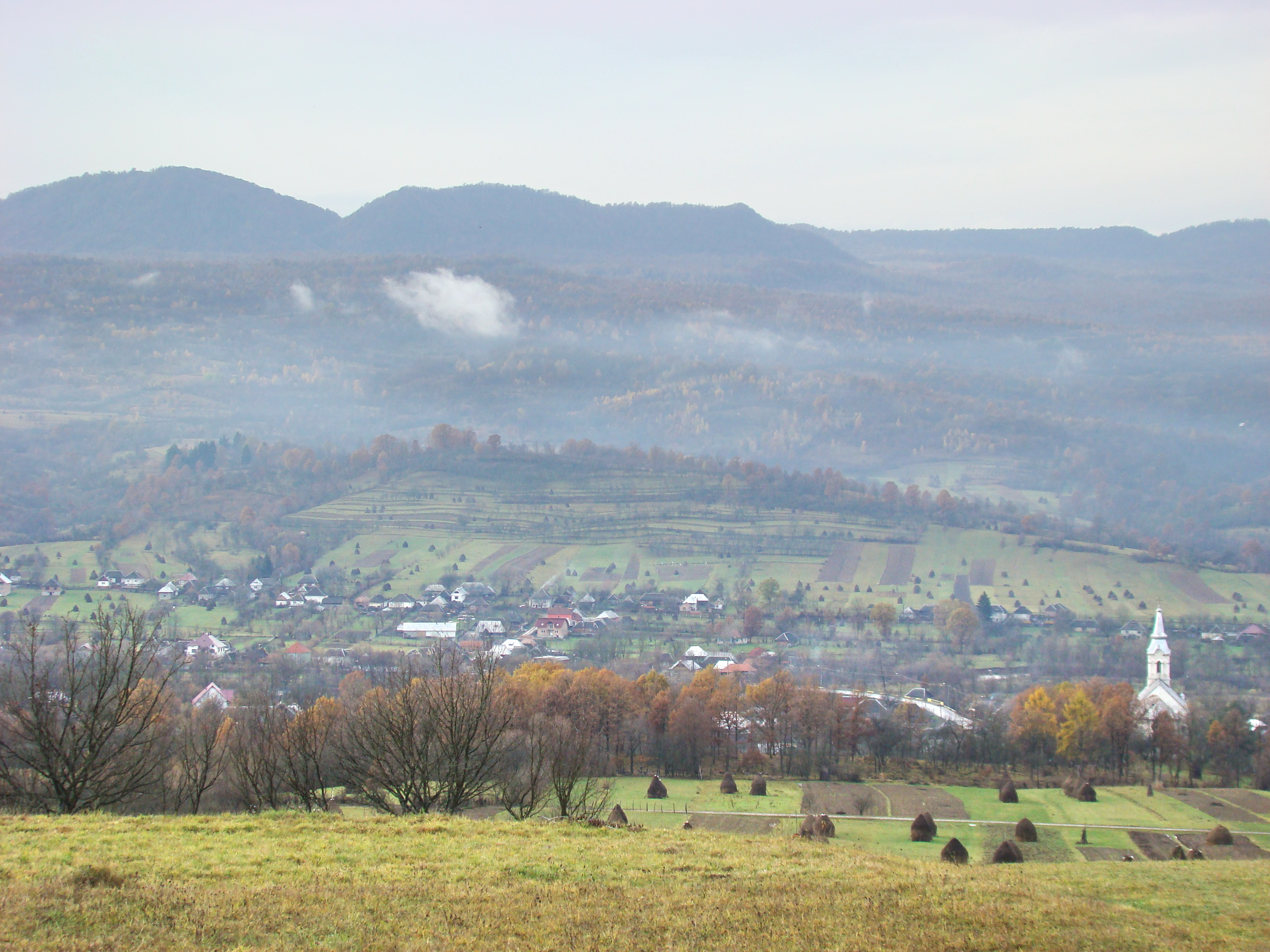
Ocna Șugatag